# 游學畢業
鼓勵遊學章程是清朝為鼓勵學生出國遊學而制定的規章。
清朝早年派遣的幼童赴美遊學回國後，學成者可以獲得官職，此後在外遊學的畢業生歸國後都能獲得一官半職。庚子事變後，出國遊學人數激增。光緒二十九年（1903年），張之洞與日本駐華公使內田康哉為規範留日學生而共同制定鼓勵遊學章程。根據該規章，遊學生歸國後應該考察他的學習成果，如果學有所成，就上奏朝廷予以獎勵，普通中學堂畢業回國者，給以拔貢出身，高等各學堂及相等學力的學堂畢業回國則給以舉人出身，大學堂專學某科畢業回郭國者，給以進士出身，大學堂畢業且獲得學士文憑者則給予翰林出身，大學院畢業且博士文憑者，賜予翰林出身以及翰林升階。
光緒三十二年（1906年），由於遊學畢業回國者日益增多，學部於是向朝廷建議每年八月舉行考試一次，並制定考試章程；考試（遊學畢業考試）的報考資格為外國專門學校畢業生，考試分二場，考試項目為專門學科以及中國文、外國文。成績最優等者給予進士（游学毕业进士）出身，成績優等及中等者給予舉人出身，出身上加某學科字樣，如文科進士、文科舉人，除文科外還有法、醫、理、工、商、農等各科進士、舉人。之後由於遊學人數不斷增長，學部於是規定短減速成班畢業生不得報考。
光緒三十三年（1907年），學部制定廷試章程，將入官試驗（考試）與學成試驗（考試）分開，凡是經過學部考試獲得進士舉人者，參加保和殿廷試。廷試內容包含經義及科學，不過醫、工、格致、農各科遊學畢業生可以不用參加經義考試，考試結果分一、二、三等。進士的考試結果為一等者，賞賜翰林院編修或檢討；進士的考試結果為二等者，賞賜林院庶吉士；進士的考試結果為三等與舉人的考試結果為一等者，賞賜主事；舉人考試結果為二等者，賞賜七品小京官；舉人考試結果為三等者，賞賜各省知縣。宣統三年（1911年），遊學畢業學生考試獲七品小京官者共三百餘人，這些人被派往各部，因人多不能安插，於是有些人又前往各省出任知縣。同年7月清朝決定取消本國學堂畢業生官位賞賜並決定於1912年取消遊學畢業生廷試。中華民國元年(1912年)，政府決定一切科名及官位獎勵全部廢止。